# Klorovodična kiselina
Klorovodična kiselina (solna kiselina) (HCl) je vodena otopina plina klorovodika.

## Svojstva
Klorovodična kiselina je najvažnija halogenovodična kiselina. U svakodnevnom životu nazivamo je i solna kiselina, jer se može dobiti reakcijom iz kuhinjske soli (NaCl) i koncentrirane sumporne kiseline. Pri tome nastaje plin klorovodik, kojeg se dalje otapa u vodi, pri čemu nastaje klorovodična kiselina. 
To je monoprotonska kiselina, a njezine soli zovu se kloridi. Vrlo je jaka kiselina jer u vodi potpuno disocira. Ne djeluje oksidacijski.
Klorovodična kiselina je "zasićena" kada maseni udio klorovodika iznosi 36%.

## Proizvodnja
Proizvodi se otapanjem klorovodika u vodi, unutar tornjeva od grafita, u procesu zvanom "apsorpcija u padajućem filmu". Svake godine proizvede se oko 20 milijuna tona.

## Uporaba
Klorovodična kiselina je glavni sastojak želučane kiseline u želucu ljudi i svih ostalih životinja. Jedan je od temeljnih reagensa u laboratoriju (pri kontroli pH otopina), te pripada bazi (i jedna je od osnova) kemijske industrije.
Primjenjuje se u proizvodnji mnogih anorganskih i organskih spojeva, u metalurgiji (čišćenje metalnih površina od oksida), kod galvanizacije, u industriji boja, te u tekstilnoj idustriji. U domaćinstvu se rabi kao otapalo za kamenac, i dolazi u slobodnoj prodaji pri koncentraciji od 19-21%.

## Opasnost
Razrijeđena klorovodična kiselina masenog udjela do oko 25% klasificirana je kao iritant. Kao takva opasna je za sluznice i oči, te u produljenom doticaju s kožom izaziva iritacije.
Koncentriranija kiselina, masenog udjela do teoretskog maksimuma od ~40%, klasificirana je kao korozivno sredstvo. U doticaju s kožom stvara opekline. Iznad svoje površine stvara korozivne pare koje su vrlo opasne za dišne organe.
Miješanjem s oksidansima, kao što su sredstva za izbjeljivanje i dezinfekciju, oksidira se u elementarni klor.

## Povijest
800. godine otkrio ju je alkemičar Jabir ibn Hayyan. Kroz srednji vijek korištena je u potrazi za kamenom mudraca, a kasnije su je u razvijanju moderne kemije koristili Johann Rudolf Glauber, Joseph Priestley, Humphry Davy, i drugi kemičari. Tijekom industrijske revolucije postala je važna industrijska kemikalija za široku uporabu.